# マラソン人生
『ダイハツコメディ マラソン人生』（ダイハツコメディ マラソンじんせい）は、1962年1月3日から同年7月4日までフジテレビ系列局で放送されていたフジテレビ製作のコメディ番組である。ダイハツ工業の一社提供。放送時間は毎週水曜 19:00 - 19:30 （日本標準時）。

## 概要
『セールスマン水滸伝』に続くフジテレビのダイハツコメディ第2弾。政治家を夢見ていた山本勘助、自称薩摩隼人の伊集院大五郎、やり手で美人の富士山さくらが、山本の経営するコンサルタント会社を舞台にコメディを繰り広げていた。

## 出演者
- 山本勘助：森川信
- 伊集院大五郎：渥美清
- 富士山さくら：朝丘雪路
- ほか

## スタッフ
- 脚本：名和青朗
- 演出：丹波茂久

参考：テレビドラマデータベース